# Lee Chang-dong
Det här är en artikel om en person med koreanskt personnamn; Lee är familjenamnet.
Lee Chang-dong (이창동), född 1 april 1954 i Daegu, är en sydkoreansk filmregissör, författare och före detta politiker. Lee studerade koreansk litteratur vid Kyungpuks universitet och romandebuterade 1983. Han skrev två filmmanus åt andra på 1990-talet innan han själv regidebuterade 1997. Därefter nådde han snabbt en ställning som en av Sydkoreas mest framträdande filmare. Hans filmer kännetecknas av samhälleliga teman och har vunnit framgång på internationella festivaler, med priser i huvudtävlan vid Filmfestivalen i Venedig och Filmfestivalen i Cannes. Lee var Sydkoreas kultur- och turismminister 2003-2004.

## Filmografi
- Geu seom-e gago sipta (1993) - endast manus
- Areumdaun cheongnyeon Jeon Tae-il (1995) - endast manus
- Chorok Mulgogi (1997)
- Pakha Satang (2000)
- Oasiseu (2002)
- Milyang (2007)
- Poesi (Shi) (2010)
- Bränd (2018)